# Юрьевич, Сергей Александрович
Сергей Александрович Юрьевич (Юревич; 3 апреля 1876, Париж — 18 декабря 1969, Булонь-Бийанкур) — французский скульптор; камергер при дворе Николая II.

## Биография
Родился 3 апреля 1876 года в Париже. Происходил из шляхетского рода Могилевской губернии, его родителями были Александр Семенович и Елизавета Андреевна Юрьевич. В семье, кроме Сергея, было ещё двое братьев — Семён (род. 1870) и Александр (род. 1871). Внук С. А. Юрьевича.
Окончил Императорский Александровский лицей. Заинтересовавшись политикой, был направлен в 1895 году на учёбу в Институт политических исследований в Париже. В 1896 году, состоя титулярным советником в ведомстве Министерства иностранных дел, был пожалован придворным званием камер-юнкера. В 1900-х годах состоял сотрудником при посольстве в Париже и служил в качестве культурного атташе. Также Юрьевич, будучи свидетелем проявления психических феноменов, занимался научными исследованиями в области психологии и принял участие в основании Французского института общей психологии. Его служба в качестве атташе русского посольства открыла ему большие возможности для общения с учёными, занимающимися исследованиями психических явлений, включая Фламмариона. В 1912 году в чине статского советника был пожалован придворным званием камергера.
Во время Первой мировой войны Юрьевич вернулся в Россию и участвовал в войне, но в 1918 году эмигрировал во Францию.  В 1933 году получил французское гражданство. За проект памятника «императору-великомученику» получил в 1937 г. 1-ю премию от Союза ревнителей памяти Николая II. Умер 18 декабря 1969 года в Париже, похоронен на кладбище Сент-Женевьев-де-Буа.
Был женат на Элен Липовац (1895—1957), дочери генерала И. Ю. Поповича-Липоваца, кузине принцессы Елены Черногорской. У них родилось две дочери — Елена и Ника (19.07.1914; Париж).

### Занятие скульптурой
С 1903 года Юрьевич брал уроки в студии Родена. Решил всецело посвятить себя искусству в 1909 году. Так совпало, что устав от дипломатической деятельности, он поехал на отдых в Швейцарию и там начал рисовать. Работал маслом, акварелью, пастелью и делал некоторые успехи на выставках. Затем получил студию в Риме, где, пытаясь освоить для живописи анатомию стопы, решил выполнить её из глины. Впечатление от объёмности произведенной работы так впечатлило Юрьевича, что он решил связать свою жизнь с ваянием. Вернувшись в Париж, он снял студию в особняке Биронов прямо над студией Родена.
В 1924 году участвовал в конкурсе искусств на летних Олимпийских играх в Париже.
Став опытным скульптором, работал над бюстами известных людей. Так, в 1928 году он выполнил бюст Кэтрин и Джона Стюарт-Мюррей, посвящённый их серебряной свадьбе. В 1930 году выполнил бюст Франклина Рузвельта, затем — губернатора штата Нью-Йорк. Также создал бюст Томаса Харди, английского романиста и поэта. Устраивал персональные выставки в Париже и Нью-Йорке, выставлялся в Салоне Независимых. Преподавал в 1950-х годах скульптуру в художественной школе Гилдфорд. Его работы можно встретить на аукционах.